# Cumyluron
Cumyluron ist eine chemische Verbindung aus der Gruppe der Harnstoffe, welche in den 1990ern von Japan Carlit entdeckt wurde.

## Verwendung
Cumyluron kann sowohl als Vorauflaufherbizid zur Kontrolle von Sauergrasgewächsen als auch als Safener im Reisanbau verwendet werden. Damit gehört es in die gleiche Gruppe wie Daimuron und Dimepiperat.

## Zulassung
Cumyluron ist in der Europäischen Union und in der Schweiz nicht als Pflanzenschutzwirkstoff zugelassen.